# Летючий голландець (фільм)
«Летючий голландець» (англ. The Flying Dutchman) — американський трилер 2001 року.

## Сюжет
Шон втратив мову в п'ятирічному віці, ставши свідком вбивства своєї матері. Минув час, Шон виріс і став чудовим художником, створюючи абстрактні похмурі скульптури. Одного разу його робота потрапляє в відому галерею Нью-Йорка, власницею якої є молода жінка Лейсі. Їй дуже подобається скульптура, і вона відправляється на острів, де живе художник. Тут вона дізнається історію про декількох зниклих молодих жінок, і повертаючись додому наштовхується на страшну крижану скульптуру — могилу. Під льодом красиві оголені жіночі тіла в абстрактних позах невинності і любові. Лейсі вирішує повернутися в майстерню скульптора.

## У ролях
| Актор            | Роль           |
| ---------------- | -------------- |
| Ерік Робертс     | Шон            |
| Род Стайгер      | Бен            |
| Кетрін Оксенберг | Лейсі Андерсон |
| Скотт Планк      | Ітан           |
| Джоан Бенедикт   | Мойра          |
| Елліна Маккормік | Поллі          |
| Дуглас Себерн    | Ганс           |
| Баррі Сігізмонді | Натаніель      |
| Гебріел Кларк    | Віталій        |
| Крісті Марсіко   | Астрід         |
| Брендан Шенеген  | Саймон         |